# Kiss István (vízilabdázó)
Kiss István (Budapest, 1958. július 25. –) olimpiai bronz-, világ- és Európa-bajnoki ezüstérmes, 205-szörös magyar válogatott vízilabdázó, edző.

## Pályafutása
1972 és 1986 között az Újpesti Dózsa játékos volt, mellyel 1986-ban magyar bajnoki címet nyert. 1986 és 1994 között alacsonyabb osztályú olasz csapatokban szerepelt. 1995-ben hazatért és egy ideig a Budapesti Spartacus vízilabdázója volt. Jelenleg az MVLC-Miskolci Vízilabda Sport Club utánpótlás szakmai vezetője, edzője.

### Válogatott
A magyar válogatottban 1980 és 1986 között több mint kétszáz alkalommal szerepelt. Tagja volt az 1980-as moszkvai olimpián bronzérmes csapatnak, valamint egy világbajnoki ezüstöt (1982), valamint egy-egy Európa-bajnoki ezüst- (1983), illetve bronzérmet is szerzett (1981).